# Ascorhynchus losinalosinskii
Ascorhynchus losinalosinskii là một loài nhện biển trong họ Ascorhynchidae. Loài này thuộc chi Ascorhynchus. Ascorhynchus losinalosinskii được miêu tả khoa học năm 1971 bởi Turpaeva.